# جنگل نروژی (فیلم)
جنگل نروژی فیلمی ژاپنی در زیرژانر رمانتیک-درام به کارگردانی ترن آن هونگ است که براساس رمانی با همین نام از هاروکی موراکامی در سال ۲۰۱۰ ساخته شده‌است. این فیلم در ۱۱ دسامبر ۲۰۱۰ در ژاپن منتشر شد.